# Pataxó Hã-Hã-Hãe
I Pataxó Hã-Hã-Hãe  sono un gruppo etnico del Brasile con una popolazione stimata in 11.833 individui nel 2010 (Funasa).

## Lingua
Parlano la lingua portoghese. La lingua originaria dei Pataxó Hãhãhãe (codice ISO 639-3: pth), appartenente alla famiglia linguistica Maxakali, non è più in uso fin dagli anni trenta del XX secolo.

## Insediamenti
Vivono nello stato brasiliano di Bahia, nella riserva indigena Caramuru-Paraguaçu, collocata all'interno dei comuni di Itaju do Colônia, Camacã e Pau-Brasil  creata nel 1926. Alcuni vivono nella riserva Fazenda Baiana, nel comune di Camamu, a sud dello stato di Bahia.